# Copa Federació 2013 (tennis)
La Copa Federació 2013, coneguda oficialment com a Fed Cup by BNP Paribas 2013, correspon a la 51a edició de la Copa Federació de tennis, la competició nacional de tennis més important en categoria femenina.

## Grup Mundial
| Equips participants | Equips participants | Equips participants | Equips participants |
| Rússia              | Txèquia             | Itàlia              | Sèrbia              |
| Estats Units        | Austràlia           | Eslovàquia          | Japó                |
| ------------------- | ------------------- | ------------------- | ------------------- |

### Quadre
|  | Primera ronda 9 - 10 de febrer           | Primera ronda 9 - 10 de febrer | Primera ronda 9 - 10 de febrer |                               |         | Semifinals 20 - 21 d'abril | Semifinals 20 - 21 d'abril    | Semifinals 20 - 21 d'abril |   |  | Final 2 - 3 de novembre | Final 2 - 3 de novembre | Final 2 - 3 de novembre |
|  |                                          |                                |                                |                               |         |                            |                               |                            |   |  |                         |                         |                         |
|  | Ostrava, República Txeca (dura interior) |                                |                                |                               |         |                            |                               |                            |   |  |                         |                         |                         |
|  | 1                                        | Txèquia                        | 4                              |                               |         |                            |                               |                            |   |  |                         |                         |                         |
|  | 1                                        | Txèquia                        | 4                              | Palerm, Itàlia (terra batuda) |         |                            |                               |                            |   |  |                         |                         |                         |
|  |                                          | Austràlia                      | 0                              |                               |         |                            |                               |                            |   |  |                         |                         |                         |
|  |                                          | Austràlia                      | 0                              | 1                             | Txèquia | 1                          |                               |                            |   |  |                         |                         |                         |
|  | Rímini, Itàlia (terra batuda interior)   |                                |                                | 1                             | Txèquia | 1                          |                               |                            |   |  |                         |                         |                         |
|  |                                          | 3                              | Itàlia                         | 3                             |         |                            |                               |                            |   |  |                         |                         |                         |
|  | 3                                        | 3                              | Itàlia                         | 3                             | Itàlia  | 3                          |                               |                            |   |  |                         |                         |                         |
|  | 3                                        |                                |                                |                               | Itàlia  | 3                          | Càller, Itàlia (terra batuda) |                            |   |  |                         |                         |                         |
|  |                                          | Estats Units                   | 2                              |                               |         |                            |                               |                            |   |  |                         |                         |                         |
|  |                                          |                                |                                |                               |         |                            | 3                             | Itàlia                     | 4 |  |                         |                         |                         |
|  | Moscou, Rússia (dura interior)           |                                |                                |                               |         |                            | 3                             | Itàlia                     | 4 |  |                         |                         |                         |
|  |                                          | 4                              | Rússia                         | 0                             |         |                            |                               |                            |   |  |                         |                         |                         |
|  |                                          | 4                              | Rússia                         | 0                             | Japó    | 2                          |                               |                            |   |  |                         |                         |                         |
|  |                                          | Moscou, Rússia (dura interior) |                                |                               | Japó    | 2                          |                               |                            |   |  |                         |                         |                         |
|  | 4                                        | Rússia                         | 3                              |                               |         |                            |                               |                            |   |  |                         |                         |                         |
|  | 4                                        | Rússia                         | 3                              |                               | 4       | Rússia                     | 3                             |                            |   |  |                         |                         |                         |
|  | Niš, Sèrbia (dura interior)              |                                |                                |                               | 4       | Rússia                     | 3                             |                            |   |  |                         |                         |                         |
|  |                                          |                                | Eslovàquia                     | 2                             |         |                            |                               |                            |   |  |                         |                         |                         |
|  |                                          | Eslovàquia                     | Eslovàquia                     | 2                             | 3       |                            |                               |                            |   |  |                         |                         |                         |
|  |                                          | Eslovàquia                     |                                |                               | 3       |                            |                               |                            |   |  |                         |                         |                         |
|  | 2                                        | Sèrbia                         | 2                              |                               |         |                            |                               |                            |   |  |                         |                         |                         |

## Play-off Grup Mundial
Els partits del Play-off del Grup Mundial es van disputar el 20 i 21 d'abril de 2013 i hi van participar els quatre equips perdedors de la primera ronda del Grup Mundial contra els quatre equips guanyadors del Grup Mundial II. L'elecció dels caps de sèrie es va basar en el rànquing de la Copa Federació.
| Seu (superfície)                                              | Equip local      | Resultat | Equip visitant |
| ------------------------------------------------------------- | ---------------- | -------- | -------------- |
| Porsche-Arena, Stuttgart, Alemanya (terra batuda interior)    | Alemanya         | 3 − 2    | Sèrbia (1)     |
| Tennis Club Chiasso, Chiasso-Seseglio, Suïssa (terra batuda)  | Suïssa           | 1 − 3    | Austràlia (3)  |
| Reial Club de Polo, Barcelona, Espanya (terra batuda)         | Espanya          | 4 − 0    | Japó (4)       |
| Delray Beach Tennis Center, Delray Beach, Estats Units (dura) | Estats Units (2) | 3 − 2    | Suècia         |

## Grup Mundial II
Els partits del Grup Mundial II es van disputar el 9 i 10 de febrer de 2013. Els vencedors van accedir al Play-off del Grup Mundial, mentre que els vençuts van accedir al Play-off del Grup Mundial II.
| Seu (superfície)                                                       | Equip local | Resultat | Equip visitant |
| ---------------------------------------------------------------------- | ----------- | -------- | -------------- |
| Sporthalle Wankdorf, Berna, Suïssa (dura interior)                     | Suïssa      | 4 − 1    | Bèlgica (1)    |
| Parque Roca, Buenos Aires, Argentina (terra batuda)                    | Argentina   | 2 − 3    | Suècia (4)     |
| Club Atlético Montemar, Alacant, Espanya (terra batuda)                | Espanya     | 3 − 1    | Ucraïna (3)    |
| Palais des Sports Beaublanc, Llemotges, França (terra batuda interior) | França      | 1 − 3    | Alemanya (2)   |

## Play-off Grup Mundial II
Els partits del Play-off del Grup Mundial es van disputar el 20 i 21 d'abril de 2013 i hi van participar els quatre equips perdedors del Grup Mundial II contra els quatre equips classificats provinents dels grups I dels tres sectors mundials (Amèrica, Àsia/Oceania i Europa/Àfrica). L'elecció dels caps de sèrie es va basar en el rànquing de la Copa Federació.
| Seu (superfície)                                                | Equip local | Resultat | Equip visitant |
| --------------------------------------------------------------- | ----------- | -------- | -------------- |
| Tennisclub Koksijde, Koksijde, Bèlgica (dura interior)          | Bèlgica (1) | 1 − 4    | Polònia        |
| Palais des Sports de Besançon, Besançon, França (dura interior) | França (3)  | 4 − 1    | Kazakhstan     |
| Parque Roca, Buenos Aires, Argentina (terra batuda)             | Argentina   | 3 − 1    | Regne Unit (4) |
| Tennis Center Sitec-Dynamo, Simferòpoll, Ucraïna (terra batuda) | Ucraïna (2) | 2 − 3    | Canadà         |